# Fédération nationale des associations de directeurs d'établissements et services pour personnes âgées
 (mars 2012).
La Fédération nationale des associations de directeurs d’établissements et services pour personnes âgées (FNADEPA), est une fédération nationale professionnelle créée en 1985, regroupant les directeurs d'établissements et services publics et privés intervenant auprès des personnes âgées. 
Elle œuvre pour la qualité des prestations proposées par les établissements et services et soutient les personnels participant à l’action gérontologique. 
Force de réflexion et de propositions auprès des pouvoirs publics, la FNADEPA milite pour une politique vieillesse adaptée aux besoins et aux attentes des personnes âgées dépendantes.
Présente dans 50 départements, elle compte près d’un millier d’adhérents accompagnant plus de 60 000 personnes âgées en France.